# 스포르팅 클루브 드 마카오
스포르팅 클루브 드 마카오(포르투갈어: Sporting Clube de Macau, 중국어: 澳門士砵亭體育會)는 마카오의 축구단이다. 현재 리가 드 일리트에 참가하고 있다.

## 우승
- 리가 드 일리트: 1991
- 세군다 디비장 드 마카오: 2013
- 타사 드 마카오: 1951

## 선수 명단

### 현역
참고: FIFA 자격 규정에 따라 소속된 국가대표팀 국기를 표시합니다. 선수는 복수의 FIFA 비회원국 국적을 가지고 있을 수 있습니다.
| 번호 | 포지션 | 국적     | 이름                |
| ---- | ------ | -------- | ------------------- |
| 14   | FW     | 포르투갈 | 우구 알메이다       |
| 19   | DF     |          | 세바스티앙 마리오줄 |
| 21   | MF     |          | 휴고 플레차         |
| 32   | MF     |          | 브루누 레이트       |

| 번호 | 포지션 | 국적     | 이름          |
| ---- | ------ | -------- | ------------- |
| 68   | FW     | 가나     | 펠릭스 아자이 |
| 82   | DF     | 포르투갈 | 페드로 피레스 |

### 역대
틀:스포르팅 클루브 드 마카오 선수 명단